# Vännäs (commune)
La commune de Vännäs est une commune suédoise du comté de Västerbotten. 8 526 personnes y vivent. Son chef-lieu se situe à Vännäs.

## Localités principales
- Vännäs
- Vännäsby